# 王超 (北宋)
王超（?—?），趙州人、北宋时期将领，身長七尺。

## 生平
早年召置開封府。淳化二年，累迁至河西军节度使、殿前都虞候。
至道二年（996年），朝廷以五路出师讨李繼遷，王超出兵夏州，丁罕出兵慶州，張守恩出兵麟州，因“請將失期，士卒困乏，相繼引還”。官至西面行营都部署。
咸平四年（1001年）九月，李繼遷兵圍靈州，王超率兵六万，往援靈州，乃中道逗留，坐令城亡吏死。最後靈州失陷。诏令王超屯永兴军，毋得再误。咸平四年（1001年）闰十二月，以张齐贤為右仆射、判邠州兼经略使，“令环庆、泾原两路及永兴军（今陕西西安）驻泊兵并受齐贤节度”，以制约王超。景德元年（1004年），真宗车驾往澶渊，王超以十万大軍屯駐真定按兵不動，致使真宗在宋軍優勢時選擇議和，促成澶渊之盟。
晚年知青州，卒於任上。谥武康。有子王德用。